# Técnica e Ciência como Ideologia
Técnica e Ciência como Ideologia é um livro escrito por Jürgen Habermas composto de textos escritos por este em meados da década de 1960 (1966-68 principalmente).
No texto que dá nome ao livro, escrito em 1968, o autor estabelece um debate com a principal tese de Herbert Marcuse,Ideologia da Sociedade Industrial, Industrialização e capitalismo em Max Weber) de que ciência e tecnologia nas sociedades de capitalismo tardio passavam a cumprir um papel ideológico na sociedade, mascarando um processo real de dominação de classe.
Habermas questiona a proposição de uma nova ciência e uma nova técnica feita por Marcuse, dizendo que estes só poderia ser considerados projetos históricos na medida em que o fossem do ser humano em seu conjunto (enquanto espécie), e não projetos históricos atrelados a interesses de classes específicas como defendia Marcuse.
Este debate gera controvérsias quanto a sua interpretação. Alguns críticos defendem que Habermas, ao contrapor-se à tese de Marcuse cai em defesa da neutralidade da ciência e tecnologia (FEENBERG, 1996). Outros defendem que este de modo algum era o ponto de vista do teórico da ação comunicativa e que, na verdade, sua concepção acerca da ciência e tecnologia é bastante semelhante às versões menos radicais da tese de Marcuse em que não se questiona o próprio fundamento lógico da C&T, mas suas aplicações concretas e historicamente situadas (McCARTHY, 1987).
O último texto do livro (Conhecimento e interesse) trata da aula inaugural de Habermas quando este assumiu a cadeira de professor da Universidade de Frankfurt, mais tarde desenvolvida em livro homônimo. No texto o autor, em debate com Husserl, considera uma ilusão pretender elaborar uma ciência pura. Procura mostrar as raízes humanas mais profundas do trabalho científico, trazendo à tona os interesses que subjazem ao desenvolvimento das ciências.